# Гробница на Кир Велики
Гробницата на Кир II Велики, цар на Мидия, се намира в град Пасаргад, Иран.
Град Пасаргад е създаден от Кир, за да бъде негова столица. В двореца, както и в други по-късни ахеменидски обекти, се вижда способността на иранците да възприемат и асимилират чужди елементи, които се превръщат във важна част от тяхното изкуство. Гробницата на Кир II Велики се намира в древна Персия и днешна провинция Фарс, на север от Персеполис и е в Списъка на световното културно и природно наследство на ЮНЕСКО. Кир II Велики е известна фигура в световната история. Като „баща на иранската нация“, той е първият световен лидер, наричан „Велики“.
Кир основава първата световна империя и втората иранска династична империя (Ахеменидската) – след като побеждава мидийския цар и обединява мидийците с друго голямо иранско племе, персите. Тъй като е един от най-великите и най-известни ирански царе, всяка година голям брой хора посещават този мавзолей, за да почетат великите дела на владетеля. Гробницата му е сред най-популярните атракции на Иран.
Въпреки че е владеел голяма част от древния свят, Кир Велики щял да проектира за себе си гробница, която изобразява изключителна простота и скромност, в сравнение с тези на други древни царе и владетели.
Когато Александър Велики превзема и унищожава Персеполис, той решава да посети гробницата на Кир. Ариан (смятан за най-достоверен източник за живота на Александър Велики), отбелязва, че той е заповядал на Аристобул, един от неговите войни, да влезе в мавзолея. Вътре той открил златно легло, маса, подредена със съдове за пиене, златен ковчег (в който е било положено тялото му), няколко орнамента, украсени със скъпоценни камъни и надпис върху гробницата. Но никаква следа от този надпис не оцелява и има сериозни несъгласия относно точната формулировка на текста. Страбон съобщава, че надписът гласи: „Минувачо, аз съм Кир, който даде на персите империя и беше цар на Азия. Затова не оскърбявай този паметник.“
Формата на гробницата е проста, изработена е от големи, внимателно облицовани, издялани каменни блокове, поставени с прецизна точност. Долната част е съставена от камък, изрязан и оформен като правоъгълна основа. Тя има шест широки стъпала, водещи до гроба.
Дизайнът на гробницата на Кир Велики, се приема като месопотамски или еламитски зикурат.